# Sveinung Aarnseth
Sveinung Aarnseth (Levanger, 15 mei 1933 – Oslo, 9 maart 2019) was een Noorse voetballer die aanvankelijk bij voorkeur als midvoor speelde, maar later ook als verdediger.

## Loopbaan
Aarnseth kwam in Noorwegen als amateurspeler uit voor Skogn IL en SBK Drafn. Hij vertrok hierna naar Duitsland om er tandheelkunde te gaan studeren. Daarnaast was hij er tevens actief als voetballer bij VfL Marburg dat destijds uitkwam in de Hessenliga, het derde niveau in Duitsland. In 1957 werd Aarnseth op voorspraak van de Oostenrijker Wilhelm Kment, die sinds 1956 trainer was van VVV en voordien werkzaam was geweest bij Drafn, naar Venlo gehaald. Op 25 augustus 1957 debuteerde hij daar als eerste Noorse voetballer in de Eredivisie in het thuisduel tegen Blauw Wit (2-0). Zes weken later scoorde hij alle drie doelpunten namens VVV in de thuiswedstrijd tegen Elinkwijk (3-2).
Na afronding van zijn studie keerde de Noorse tandarts weer terug naar zijn geboorteland. Hij werd met SFK Lyn nog tweemaal landskampioen en tweemaal bekerwinnaar. Aarnseth groeide er bovendien uit tot vijfvoudig international van het Noors voetbalelftal.

## Profstatistieken
| Seizoen         | Club            | Competitie           | Competitie | Competitie | Beker | Beker | Internationaal | Internationaal | Totaal | Totaal |
| Seizoen         | Club            | Competitie           | Wed.       | Dlp.       | Wed.  | Dlp.  | Wed.           | Dlp.           | Wed.   | Dlp.   |
| --------------- | --------------- | -------------------- | ---------- | ---------- | ----- | ----- | -------------- | -------------- | ------ | ------ |
| 1957/58         | VVV             | Eredivisie           | 7          | 3          | 0     | 0     | –              | –              | 7      | 3      |
| 1958/59         | VVV             | Eredivisie           | 0          | 0          | 0     | 0     | –              | –              | 0      | 0      |
| 1960/61         | SFK Lyn         | Hovedserien Gruppe B | 11         | 7          | 1     | 0     | –              | –              | 12     | 7      |
| 1961/62         | SFK Lyn         | Hovedserien          | 25         | 10         | 2     | 0     | –              | –              | 27     | 10     |
| 1963            | SFK Lyn         | 1. divisjon          | 8          | 1          | 1     | 0     | 1              | 0              | 10     | 1      |
| 1964            | SFK Lyn         | 1. divisjon          | 18         | 0          | 1     | 0     | 4              | 0              | 23     | 0      |
| 1965            | SFK Lyn         | 1. divisjon          | 18         | 0          | 4     | 0     | 2              | 0              | 24     | 0      |
| 1966            | SFK Lyn         | 1. divisjon          | 8          | 0          | 2     | 0     | –              | –              | 10     | 0      |
| 1967            | SFK Lyn         | 1. divisjon          | 14         | 0          | 4     | 0     | 2              | 0              | 20     | 0      |
| 1968            | SFK Lyn         | 1. divisjon          | 11         | 0          | 4     | 0     | 1              | 0              | 16     | 0      |
| Carrière totaal | Carrière totaal | Carrière totaal      | 120        | 21         | 19    | 0     | 10             | 0              | 149    | 21     |

## Interlandstatistieken
| Interlands van Sveinung Aarnseth | Interlands van Sveinung Aarnseth | Interlands van Sveinung Aarnseth | Interlands van Sveinung Aarnseth | Interlands van Sveinung Aarnseth | Interlands van Sveinung Aarnseth |
| №                                | Datum                            | Wedstrijd                        | Uitslag                          | Soort Wedstrijd                  | Doelpunten                       |
| Als speler bij SFK Lyn           | Als speler bij SFK Lyn           | Als speler bij SFK Lyn           | Als speler bij SFK Lyn           | Als speler bij SFK Lyn           | Als speler bij SFK Lyn           |
| -------------------------------- | -------------------------------- | -------------------------------- | -------------------------------- | -------------------------------- | -------------------------------- |
| 1.                               | 20 september 1964                | Noorwegen – Zweden               | 1 – 1                            | Nordic Cup                       | 0                                |
| 2.                               | 11 oktober 1964                  | Denemarken – Noorwegen           | 2 – 0                            | Nordic Cup                       | 0                                |
| 3.                               | 15 september 1965                | Noorwegen – Frankrijk            | 0 – 1                            | WK-kwalificatie                  | 0                                |
| 4.                               | 31 oktober 1965                  | Zweden – Noorwegen               | 0 – 0                            | Nordic Cup                       | 0                                |
| 5.                               | 7 november 1965                  | Joegoslavië – Noorwegen          | 1 – 1                            | WK-kwalificatie                  | 0                                |